# In Berlin 16.10.89 – 4.11.89
In Berlin 16.10.89 – 4.11.89 ist ein Dokumentarfilm von mehreren Regisseuren des DEFA-Studios für Dokumentarfilme aus dem Jahr 1990.

## Handlung
Nach dem brutalen Einsatz von Polizei- und Sicherheitskräften am 7. und 8. Oktober 1989 in Berlin, kommt es auch in der Hauptstadt zum Aufbegehren der Bevölkerung. Dieser Dokumentarfilm von mehreren Regisseuren und Kameraleuten des DEFA-Studios für Dokumentarfilme versucht einen Eindruck über die Zeit bis zum 4. November 1989 zu vermitteln. Der Film lässt nur die Aufnahmen, ohne jeden Kommentar, für sich sprechen, die in dieser Reihenfolge zu sehen sind:
- Treffen von Oppositionellen in der Berliner Gethsemanekirche.
- Es folgen fotografische Aufnahmen von den Übergriffen der Volkspolizei und zivilen Sicherheitskräften.
- Ein junger Mann berichtet in einer Versammlung über das Entstehen und den Verlauf einer Demonstration.
- In einem Kulturraum verfolgen viele Menschen im Fernsehen die Antrittsrede von Egon Krenz nach seiner Wahl zum Nachfolger von Erich Honecker. Während dieser Rede bricht häufig lautes Gelächter aus.
- Auf der Straße wird eine Diskussion über die Wahl von Egon Krenz geführt.
- Eine Demonstration führt an der Volkskammer der DDR und am Staatsratsgebäude vorbei.
- Fünf junge Männer berichten über den Verlauf ihrer Zuführung am 8. Oktober 1989.
- Susanne Boeden berichtet über ihre Verhaftung am 8. Oktober, ihre Freilassung nach 26 Stunden und ihre Schlussfolgerungen. Grund der Verhaftung war das Anbringen von drei Stück DIN-A 5 Zetteln mit DDR-kritischem Inhalt an Haustüren.
- Bericht über Gerichtsverhandlung bei der Strafkammer des Stadtbezirksgerichts Berlin-Prenzlauer Berg gegen Susanne Boeden wegen des Vorwurfs der öffentlichen Herabwürdigung. Frau Boeden wird auf Grund einer Amnestie freigesprochen und verlässt am 14. November 1989 die DDR.
- Aussagen vor der unabhängigen Untersuchungskommission zu den Ereignissen am 7. und 8. Oktober 1989 in Berlin
- Äußerungen Gregor Gysis zur Rechtsstaatlichkeit
- Günter Schabowski diskutiert mit den Teilnehmern einer nicht genehmigten Demonstration.
- Aufnahmen einer Menschenkette in der  Karl-Liebknecht-Straße und dem Alexanderplatz aus einem fahrenden Auto.
- Während des Protestzugs zum Alexanderplatz äußern sich auch Käthe Reichel und Peter Reusse vor der Kamera.
- Von der Abschlusskundgebung auf dem Alexanderplatz wird der Ausschnitt des Redebeitrags von Steffie Spira gezeigt.

## Produktion
In Berlin 16.10.89 – 4.11.89 wurde unter dem Arbeitstitel Aktuelles Berlin als Schwarzweißfilm gedreht. Eine erste Aufführung ist während der Berlinale Ende Februar 1990 nachzuweisen.
Das Szenarium stammte von Jochen Denzler.